# Сафо и Фаон
«Сафо и Фаон» — картина французского художника Жака Луи Давида из собрания Государственного Эрмитажа.
Картина иллюстрирует легенду о любви древнегреческой поэтессы Сафо к юному лодочнику из Митилены Фаону, которого богиня Афродита одарила неувядаемой молодостью и пленительной красотой. На коленях Сафо художник поместил свиток с ее собственным стихотворением на греческом языке «Счастлив, кто подобится в блаженстве богам, / Кто близко от тебя сидит и по тебе воздыхает», это первые строки I-й оды Сафо; сверху читается приписанное Давидом посвящение «Фаону», которого на самом деле в стихотворении нет и вообще имя Фаона в известных стихах Сафо не упоминается. Сама легенда о безответной любви Сафо к Фаону, из-за которой она бросилась в море с Левкадской скалы, возникла много позже смерти поэтессы. Первое упоминание об этом появилось в «Левкадии» Менандра. Давид взял эту легенду за основу, что ощущается даже в деталях (гора, изображенная в глубине картины, скорее всего, содержит намек на самоубийство Сафо). Давиду были известны не только стихи Сафо в греческом оригинале, но и так называемое письмо Сафо, адресованное Фаону и сочиненное Овидием («Героиды»), в котором содержится развитие легенды, сочиненной Менандром.
Картина написана в 1808 году по заказу князя Н. Б. Юсупова, причем выбор сюжета заказчик оставил за художником. Обстоятельства заказа следующие. Картина была заказана Юсуповым, который в тот момент находился в Париже, 9 июля 1808 года за 12 тысяч ливров; поскольку Давид в то время числился официальным художником Наполеона и не имел права брать частные заказы, то работа над картиной не афишировалась и производилась скрытно, мотивацией Давида служило то что плату за выполненные государственные заказы он получал крайне нерегулярно и весьма нуждался в деньгах. 22 сентября того же года Давид писал Юсупову:

«Я только что набросал на холсте сюжет картины о чувствительной Сафо и ее возлюбленном Фаоне, в котором Амур наконец зажёг огонь любви; Вы высказали намерение прийти посмотреть его в моей мастерской, чтобы уехать из этой страны, имея представление о картине, которую Вы мне заказали. Если я так медлил с тем, чтобы предоставить Вам возможность наслаждаться ею, то только потому что ждал счастливого момента вдохновения…»
Один из черновых рисунков к этой картине находится во Дворце изящных искусств в Лилле, хотя ряд исследователей считает его наброском к другому произведению Давида «Парис и Елена», поскольку к эрмитажной картине там близка только поза Сафо, мужская фигура стоит слева и только протягивает руки к Сафо не обнимая ее, как в завершенной картине.

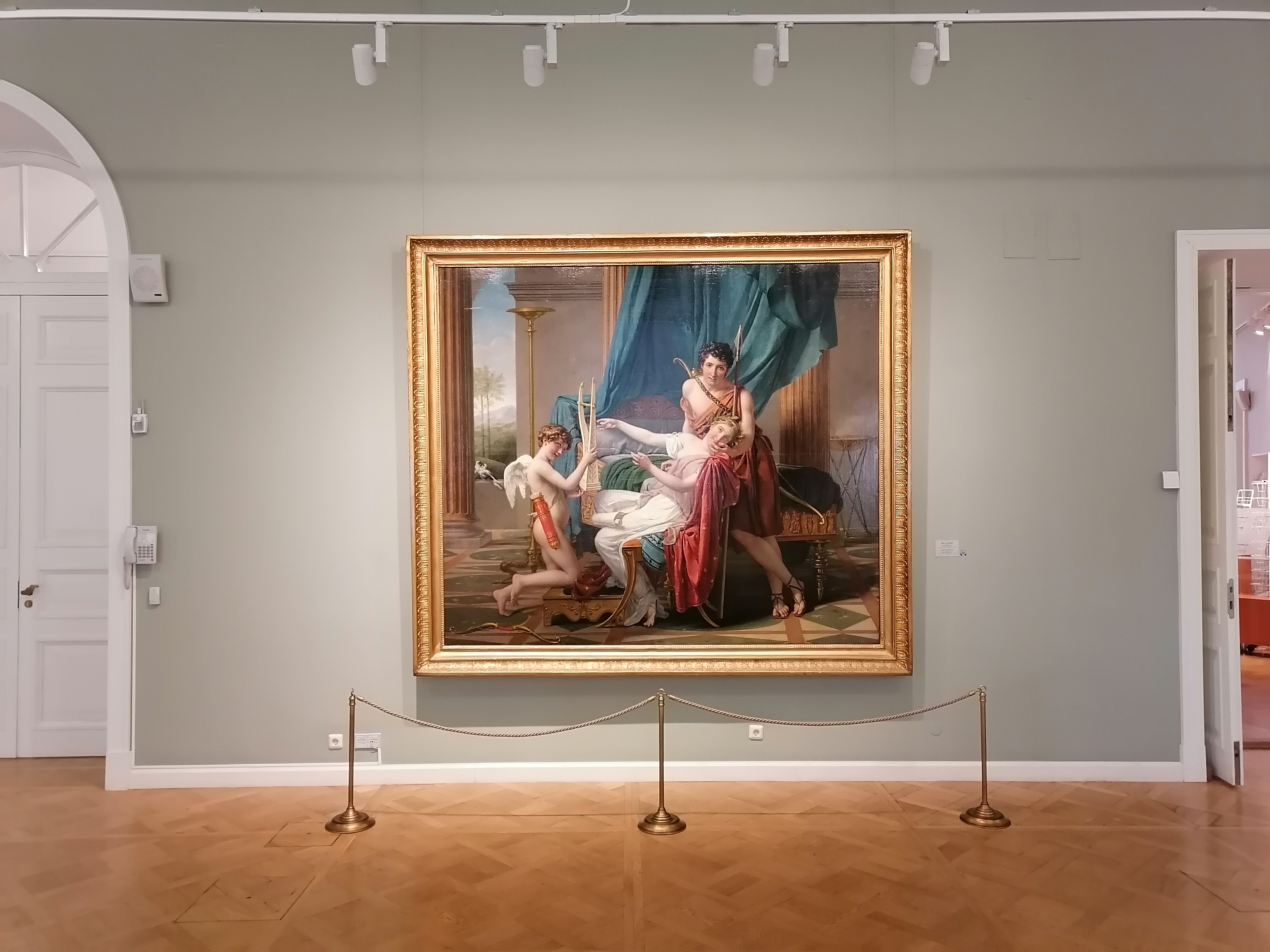
Картина в зале 303 здания Главного штаба

По окончании работы князь Юсупов увез картину в Санкт-Петербург, где она выставлялась в Юсуповском дворце на Мойке. После Октябрьской революции эта картина, в числе прочих произведений из собрания князей Юсуповых, была национализирована и в 1925 году поступила в Эрмитаж. В 1970 году картина прошла капитальную реставрацию: с изнанки был удален старый дублировочный холст, сняты слои пожелтевшего лака, очищен и отпрессован красочный слой. С конца 2014 года выставляется в здании Главного штаба в зале 303.
Главный научный сотрудник Отдела западноевропейского изобразительного искусства Государственного Эрмитажа, доктор искусствоведения А. Г. Костеневич в своём очерке французского искусства XIX — начала XX века отмечал, описывая картину:

Давид умеет найти удивительное равновесие и в соотношении фигур с пространством, и в широко проложенных звучных пятнах цвета, и в соединении прямых и гнущихся линий. С редкостным художественным тактом соединяет Давид ярко-голубой, красный, белый, оливковый, золотой цвета. Это то умение построить гармонию на сочетании широких плоскостей открытых тонов, которое предвещает Матисса.